# Jennifer Tuters
Jennifer Tuters (ur. 22 maja 1986 r. w Toronto) – kanadyjska wioślarka.

## Osiągnięcia
- Mistrzostwa Świata – Poznań 2009 – czwórka bez sternika – 3. miejsce[1].